# Mercury Atlas 8

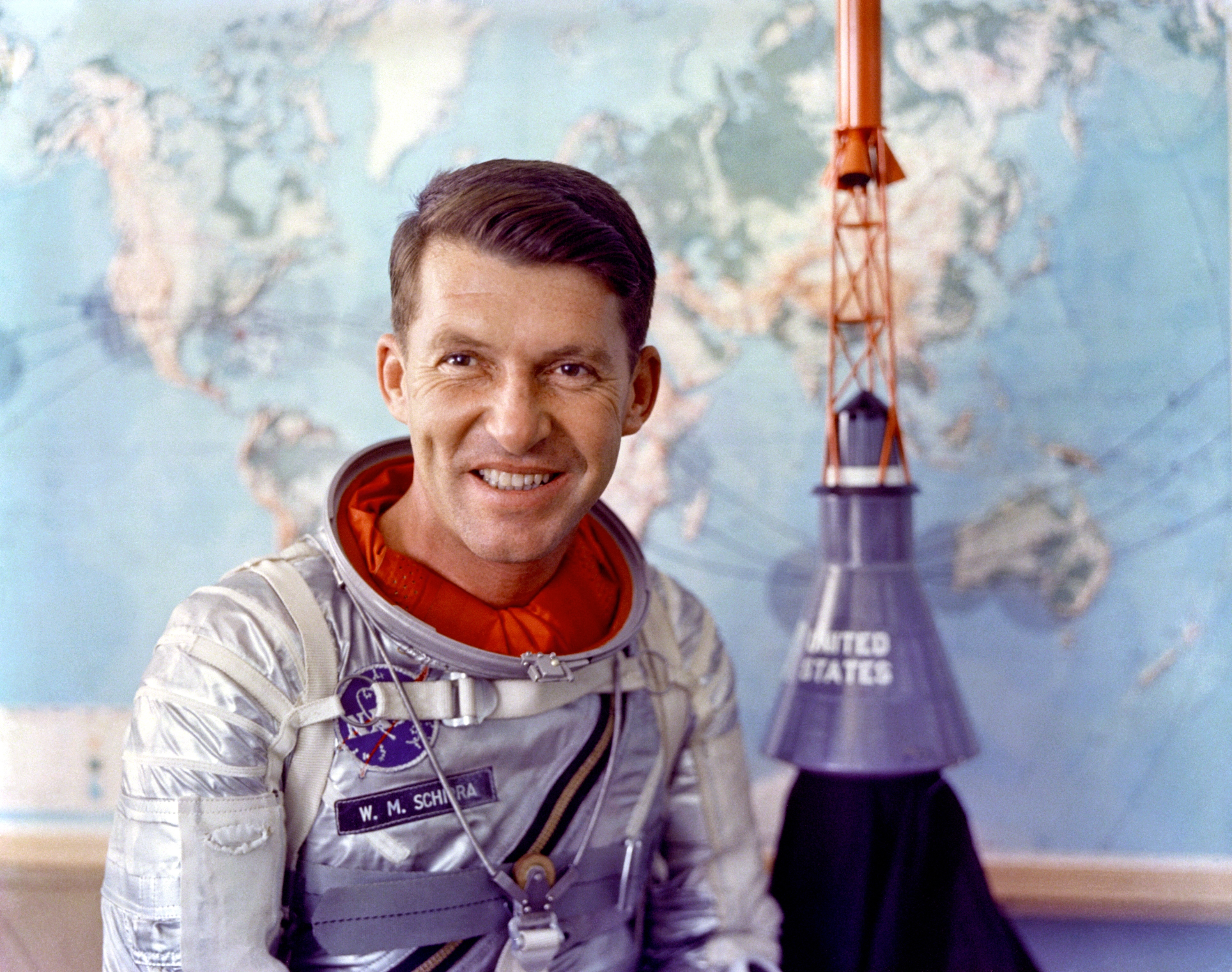
Walter Schirra como astronauta del programa Mercury (1962).

El Mercury-Atlas 8 fue una misión tripulada del programa Mercury de Estados Unidos, lanzada el 3 de octubre de 1962 usando un cohete Atlas. La cápsula fue llamada Sigma 7, y estaba pilotada por el astronauta Walter Schirra.

## Datos
- Fecha: 3 de octubre de 1962
- Masa: 3.543 km
- Número de órbitas: 6
- Apogeo: 285 km
- Perigeo: 153 km
- Inclinación: 32.5°
- Periodo orbital: 89 min
- Tripulación: 1